# Ignaz Lachner
Ignaz Lachner (født 11. september 1807 i Rain i Bayern, død 25. februar 1895 i Hannover) var en tysk musiker. Han var bror til Franz og Vinzenz Lachner.
Lachner var oprindelig violinist ved Isartorteatret i München, men drog med Franz Lachner til Wien, hvor han blev broderens efterfølger som organist. Ved sin brors side stod han også senere i München (som 2. kapelmester) 1842—1853, blev derefter kapelmester i Hamborg, i Stockholm (1858—1861) og endelig i Frankfurt a. M., fra hvilken sidste stilling han trak sig tilbage 1875. Lachner var en meget dygtig og produktiv musiker. Hans værker er dog omtrent alle gåede i 
glemme.